# 高床式倉庫

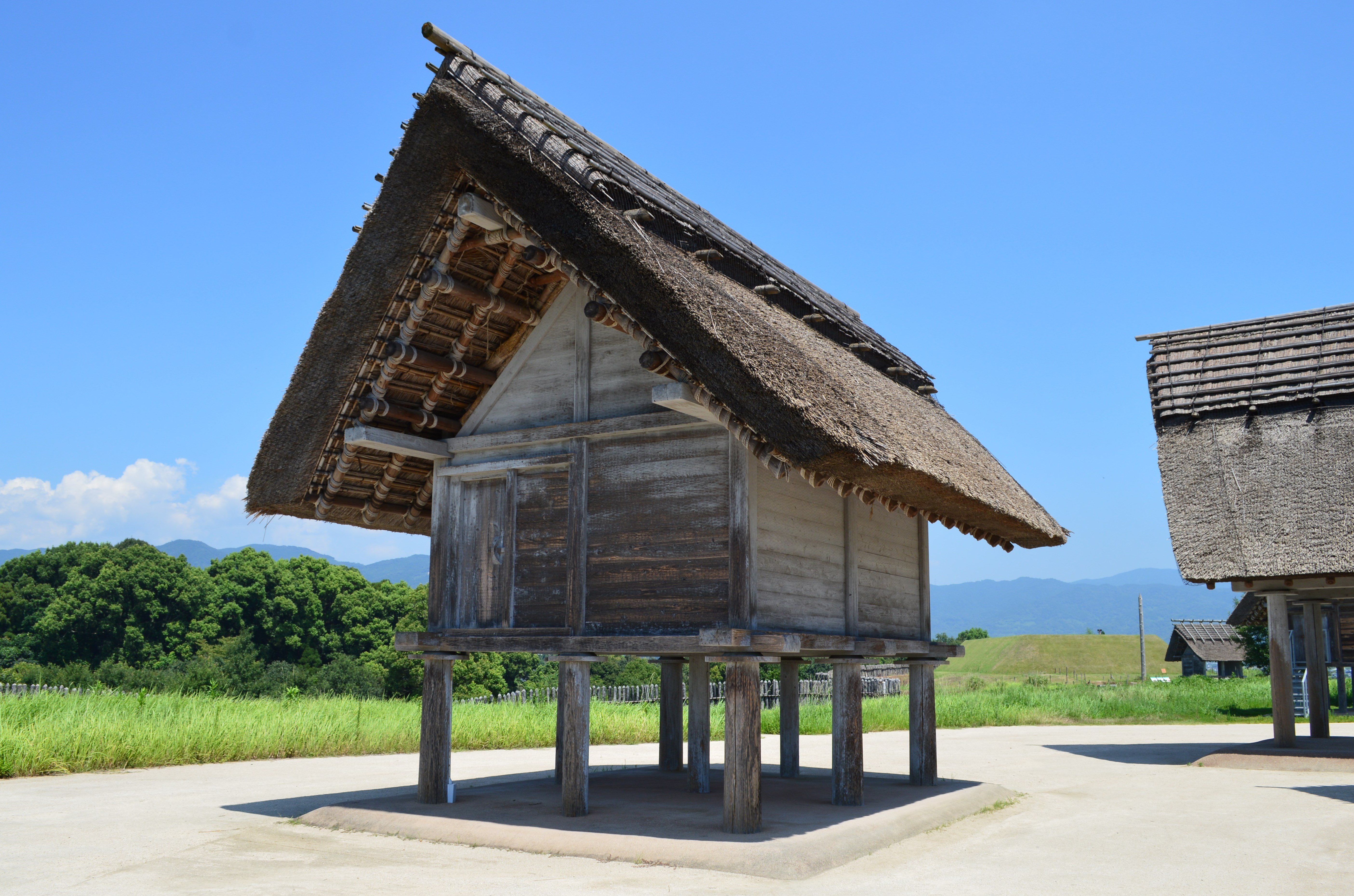
高床式倉庫複製品，位於佐賀縣神埼郡吉野里町和神埼市的吉野里遺跡

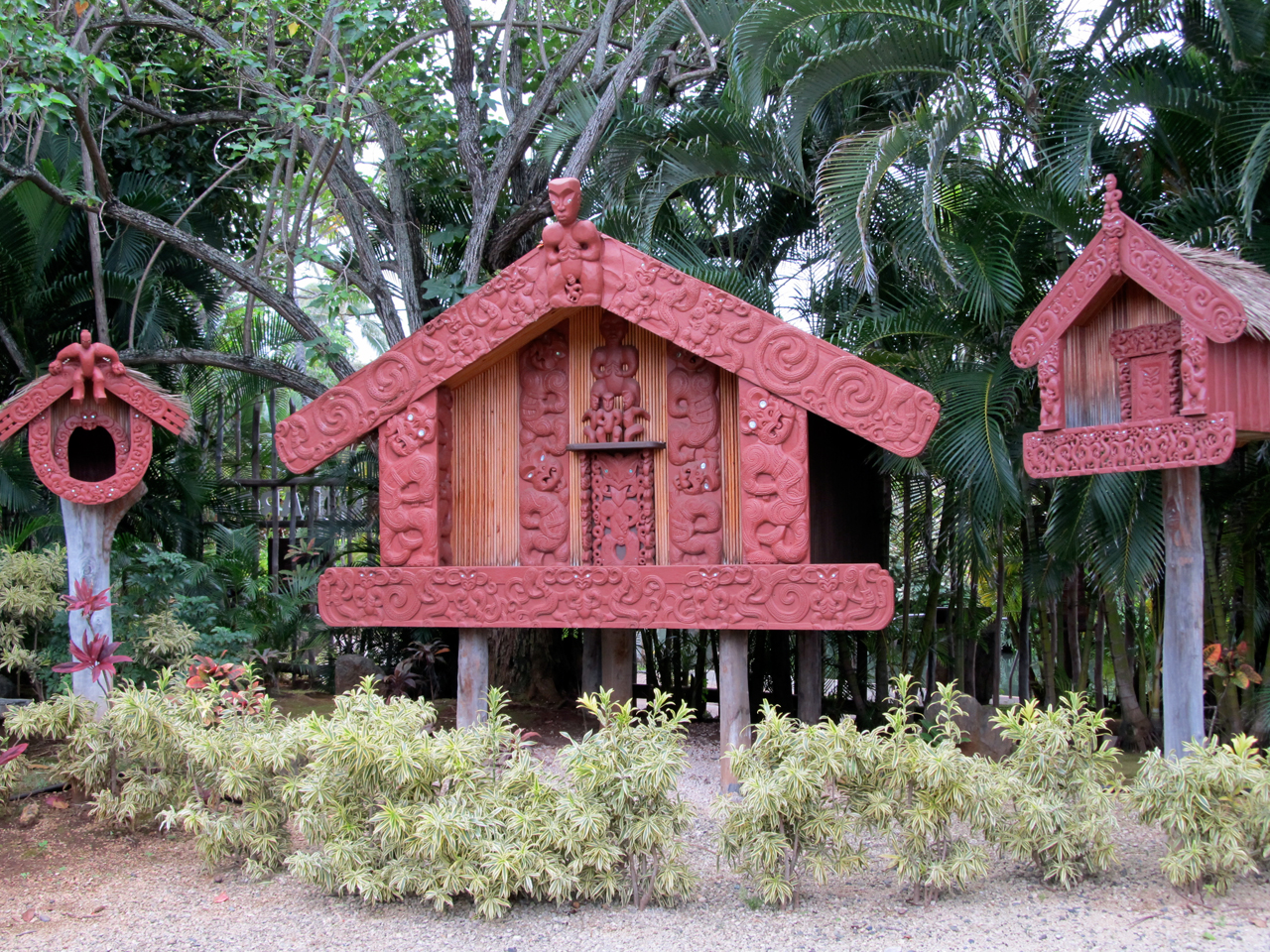
新西兰毛利人的高床式倉庫

高床式倉庫（日语：たかゆかしきそうこ）或稱高床倉庫（たかゆかそうこ），是指過去一種將地板面架高於地表的高床建築，主要被用作倉庫使用。值得注意的是，現今日本的考古學界不再使用「式」的說法稱呼該建築。

## 概要
在過去，平地建築和竪穴式住居通常使用壁立式掘立柱的結構，然而，高床建築則是一種不使用壁立式側壁而使用掘立柱的建築類型。其中，高床建築作為一種居住建築，通常在東南亞的雨季容易發生水災的地區和山區的傾斜地上使用。
此外，高床倉庫另一方面則是作為倉庫使用，在世界各地被用於儲存稻穀、玉米、小麥等糧食，以及作為防止老鼠等害蟲侵襲而架設的「防鼠器」和防潮通風的措施，因而將地面抬高。

## 地區

### 日本

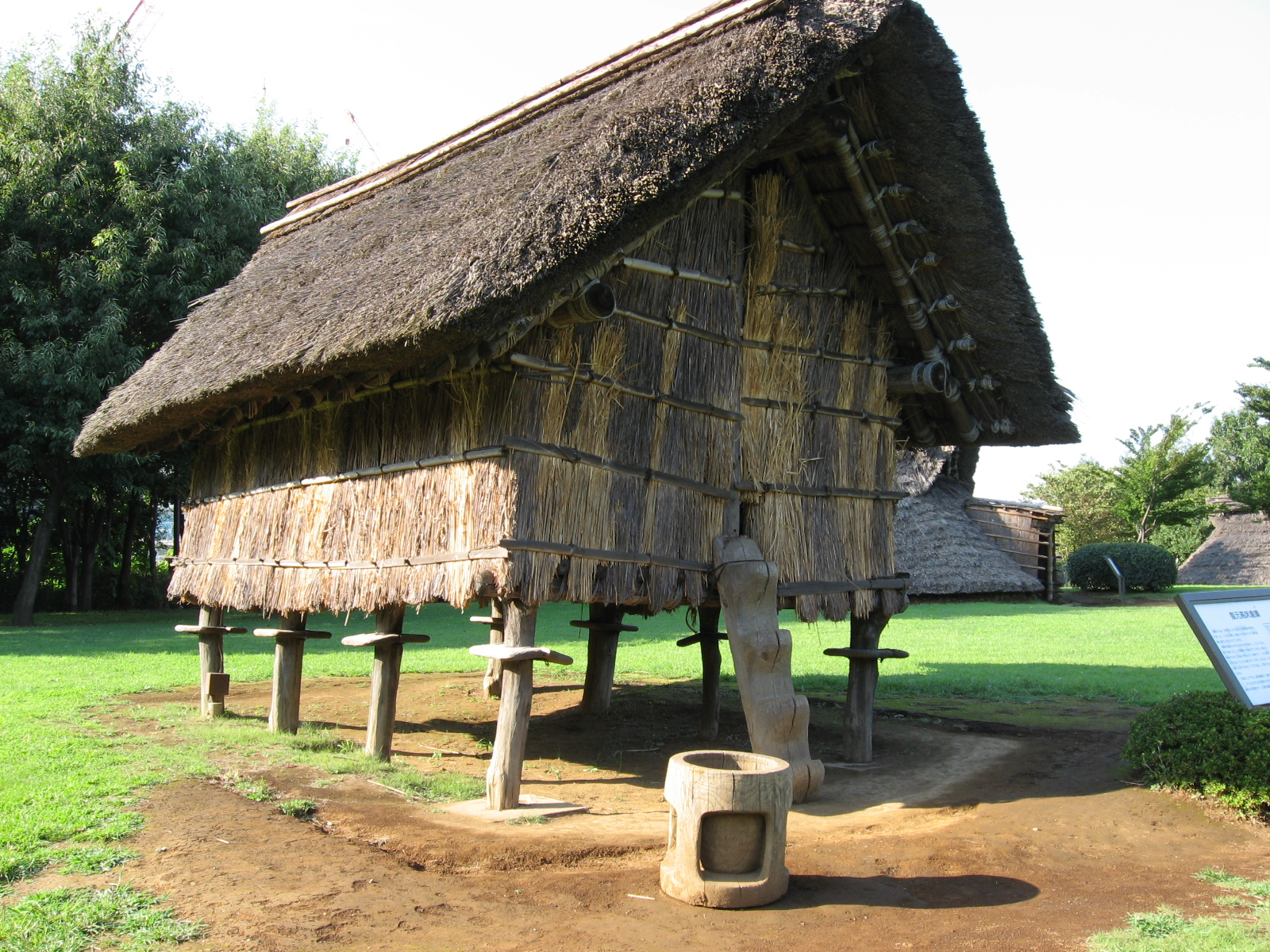
高床倉庫複製品、位於神奈川縣横濱市大塚・歳勝土遺跡（日语：大塚・歳勝土遺跡）
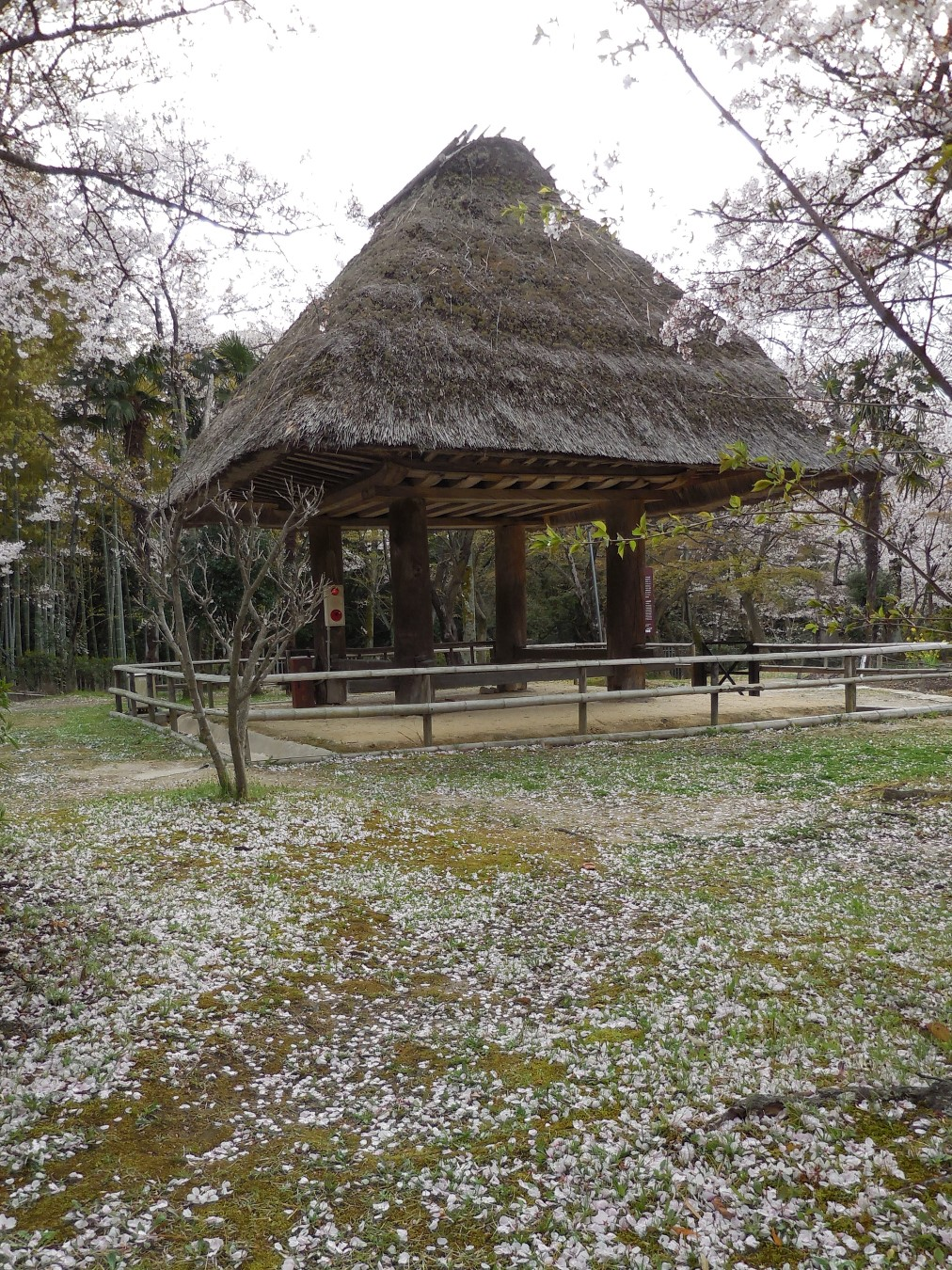
奄美大島的高床倉庫，現在位於日本民家集落博物館
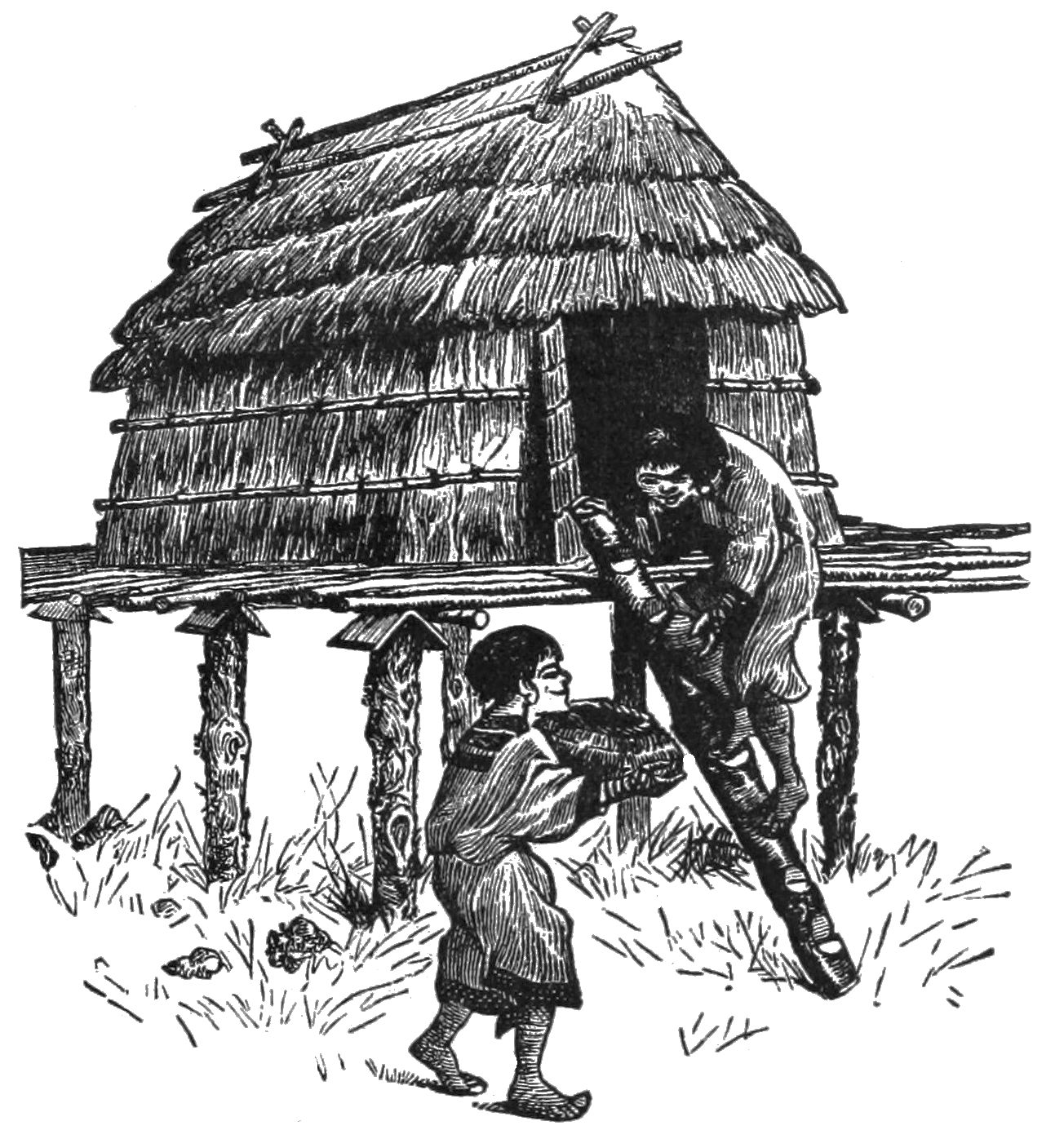
阿伊努族的高床倉庫畫像，由英國探險家伊莎贝拉·博德繪製

在日本列島上，高床建築的遺跡可以追溯到繩紋時代。在青森縣青森市的三内丸山遺跡中，曾發現了繩文時代中期（約公元前3000年-2000年）的高床建物遺跡。此外，在富山縣小矢部市的櫻町遺跡中，也發現了繩文時代中期末（公元前2000年）的高床建築部材的遺物。
作為倉庫，高床式倉庫被認為是在彌生時代普及的一種收穫穀物的設施，而著名的神明造建築風格就是從這種設施中發展而來。代表性的遺跡有彌生時代中期的登呂遺跡（靜岡縣）和後期的吉野里遺跡（佐賀縣）。同樣的建築在現今的非洲、中南亞和東南亞地區也能看到。
另外，銅鐸（據傳在香川縣出土）、銅鏡（佐味田寶塚古墳〈奈良縣〉）和土器（唐古遺跡〈奈良縣〉）都描繪了高床建築的存在，但不清楚這是否作為倉庫建築使用。到了當代，高床式倉庫仍持續建造，例如在奄美大島、八丈島和北海道的阿伊努族社區。雖然很少見，但現在仍有人在奄美市等地的民宅中使用高床式倉庫。

### 歐洲
在歐洲，高床倉庫的起源尚不明確，但該建築被認為是游居者的移動式架台。在石洞壁画中也可以看到類似平台的結構。高床倉庫是否具有防鼠裝置因地區而異。不過在英國和西班牙的遺址和文獻中，可以確認高床倉庫在該地區已經存在了約2000年。
在西班牙北部坎塔布里亞山脈以北的加利西亞地區、以及阿斯图里亚斯的中部和西部地區可以看到許多高床倉庫。這種倉庫在當地被稱為霍雷奧，在其他地區幾乎沒有高床倉庫。加利西亞現存大多數高床倉庫則是石造、鋼筋混凝土結構或石積造，最初是用於儲存玉米，但現在用作居民的儲藏室。在里瓦德奥上游地區的情況完全不同，該地區的高床倉庫幾乎都是木結構。

### 非洲
在烏干達與肯亞邊界通往首都坎帕拉的幹線道路上，可以看到許多高床倉庫聚集的地區。這些倉庫外觀與世界各地的高床倉庫非常相似，但是它們沒有設置「防鼠器」。當地人稱之為「GRANARY」，據說已經存在了500年，但詳細的歷史並不清楚。此外，在馬達加斯加東部也有高床倉庫，但與烏干達的不同之處在於它們有「防鼠器」的設置。